# Jean Heywood
Pour les articles homonymes, voir Heywood.
Jean Heywood  est une actrice britannique née le 15 juillet 1921 à Blyth en Angleterre et morte le 14 septembre 2019.
Elle apparait dans plusieurs films tels Billy Elliot, Notie Day Out et dans des téléfilms tels que When the Boat Comes In, Boys from the Blackstuff, Family Affairs, The Bill ou encore Casualty.